# Den amerikanske drage: Jake Long
Den amerikanske drage: Jake Long (American Dragon: Jake Long) er en amerikansk tegnefilmserie produceret af Walt Disney Television animation. Sidste afsnit blev i USA vist 3. september 2007.

## Handling
Serien handler om Jake Long, en teenager der er efterkommer af en lang drageslægt. Hans pligt er at beskytte alle de magiske væsner, der lever hemmeligt i New York. Han bor sammen med sin mor og far og sin otte-årige lillesøster Haley. Både hans morfar og lillesøster er også drager, men det har sprunget hans mors generation over. Hans far ved ikke at han har giftet sig ind i en dragefamilie. 
I serien lærer Jake, hvordan han skal beskytte den magiske verden. Han bliver trænet af sin morfar, den kinesiske drage, og en magisk talende Shar Pei, der hedder "Hund Fu". Jake skal vide, hvordan man er en god drage, for at kunne beskytte de magiske væsner fra forskellige ondsindede andre magiske væsner, og den skurkagtige Huntsclan, ledt af den onde Huntsman. Hans venner, Trixie Carter og Arhtur Spudinski, kender også hans hemmelighed. Rose er også hans ven og medlem af Huntsclanen. I anden sæson kender også hun hans hemmelighed, så de holder deres venskab hemmeligt for Huntsclanen. Jake prøver at holde balance mellem sine to liv, men det er ikke altid lige nemt.

## Afsnit
| Sæson | Sæson | Afsnit | Oprindelig sendt | Oprindelig sendt  |
| Sæson | Sæson | Afsnit | Start            | Slut              |
| ----- | ----- | ------ | ---------------- | ----------------- |
|       | 1     | 21     | 21. januar 2005  | 29. januar 2006   |
|       | 2     | 31     | 10. juni 2006    | 1. september 2007 |

## Medvirkende
| Figurer                    | Afsnit |
| -------------------------- | ------ |
| Jake Long                  | 52     |
| Trixie Carter              | 47     |
| Arthur "Spud" P. Spudinski | 46     |
| Lao Shi/Jake's morfar      | 45     |
| Hund Fu                    | 43     |
| Rose/Huntsgirl             | 18     |

Derudover er Jake, Spud, Trixie, Lao Shi og Hund Fu på gæstevisit i Lilo og Stitch: Serien-afsnittet Morpholomew.

### Danske stemmer
- Jake: Julian Baltzer
- Morfar: Paul Hüttel
- Hund Fu: Tom Jensen
- Trixie: Sasia Mølgaard
- Spud: Mads Sætter-Lassen
- Rose/Huntsgirl: Marie Søderberg
- Huntsman: Caspar Phillipson
- Profesor Rotwood: Lars Thiesgaard
- Mor: Vibeke Hastrup
- Far: Caspar Phillipson
- Haley: Tillie Bech
- Brad: Jasper Spanning
- Maja Iven Ulstrup
- Andreas Jessen
- Emily Holst White
- Pauline Rehné

## Produktion

### Musik
Titelsangen er sunget af: Jorn Lendorph